# Trizogeniates calcaratus
Trizogeniates calcaratus är en skalbaggsart som beskrevs av Ohaus 1917. Trizogeniates calcaratus ingår i släktet Trizogeniates och familjen Rutelidae. Inga underarter finns listade i Catalogue of Life.